# Danh sách giải thưởng và đề cử của Noo Phước Thịnh
Noo Phước Thịnh tên thật là Nguyễn Phước Thịnh (sinh ngày 18 tháng 12 năm 1988) là một nam ca sĩ nhạc trẻ người Việt Nam. Trong suốt sự nghiệp của mình, anh từng dành được giải ca sĩ của năm của Giải thưởng Âm Nhạc Cống Hiến, 5 lần liên tiếp nhận giải nam ca sĩ nhạc nhẹ của Giải Mai Vàng, đặc biệt là giải Ca sĩ xuất sắc nhất Châu Á tại giải thưởng MAMA 2016. 

## Quốc tế

### Mnet Asian Music Awards
| Lần | Năm  | Hạng Mục          | Tác Phẩm Đề Cử | Kết Quả   | Ghi Chú |
| --- | ---- | ----------------- | -------------- | --------- | ------- |
| 18  | 2016 | Best Asian Artist | —              | Đoạt giải | [ 1 ]   |

### Vlive Awards V Heartbeat
| Năm  | Hạng Mục               | Tác Phẩm Đề Cử | Kết Quả   | Ghi Chú |
| ---- | ---------------------- | -------------- | --------- | ------- |
| 2019 | Best Artist of Vietnam | —              | Đoạt giải | [ 2 ]   |

## Việt Nam

### Giải thưởng Âm Nhạc Cống Hiến
| Lần | Năm  | Hạng Mục              | Tác Phẩm Đề Cử                           | Kết Quả   | Ghi Chú |
| --- | ---- | --------------------- | ---------------------------------------- | --------- | ------- |
| 12  | 2017 | Ca sĩ của năm         | —                                        | Đoạt giải | [ 3 ]   |
| 12  | 2017 | Video âm nhạc của năm | Casue I Love You                         | Đề cử     | [ 3 ]   |
| 12  | 2017 | Chương trình của năm  | FunRing Day 2016 Live Concert (Mobifone) | Đề cử     | [ 3 ]   |

### Làn Sóng Xanh
| Lần | Năm  | Hạng Mục                                  | Tác Phẩm Đề Cử                 | Kết Quả   | Ghi Chú |
| --- | ---- | ----------------------------------------- | ------------------------------ | --------- | ------- |
| 13  | 2010 | Nam ca sĩ triển vọng                      | —                              | Đoạt giải |         |
| 14  | 2011 | Top 10 ca sĩ được yêu thích nhất          | —                              | Đoạt giải |         |
| 15  | 2012 | Top 10 ca sĩ được yêu thích nhất          | —                              | Đoạt giải |         |
| 16  | 2013 | Top 10 ca sĩ được yêu thích nhất          | —                              | Đoạt giải |         |
| 17  | 2014 | Top 5 ca sĩ được yêu thích – Bảng Top Hit | —                              | Đoạt giải |         |
| 17  | 2014 | Single của năm                            | Gạt đi nước mắt                | Đoạt giải |         |
| 18  | 2015 | Top 5 ca sĩ được yêu thích – Bảng Top Hit | —                              | Đoạt giải |         |
| 18  | 2015 | Dự án trong năm                           | Chuyện tình Maldives           | Đoạt giải |         |
| 19  | 2016 | Single của năm                            | Cause I Love You               | Đoạt giải |         |
| 19  | 2016 | Top 5 ca sĩ được yêu thích – Bảng Top Hit | —                              | Đoạt giải |         |
| 20  | 2017 | Nam ca sĩ của năm                         | —                              | Đề cử     |         |
| 20  | 2017 | Single của năm                            | Chạm khẽ tim anh một chút thôi | Đề cử     |         |
| 20  | 2017 | Top 10 ca sĩ được yêu thích nhất          | —                              | Đoạt giải |         |
| 21  | 2018 | Nam ca sĩ của năm                         | —                              | Đề cử     |         |
| 21  | 2018 | MV của năm                                | Những kẻ mộng mơ               | Đề cử     |         |
| 21  | 2018 | Ca khúc được yêu thích nhất trên radio    | Chạm khẽ tim anh một chút thôi | Đoạt giải |         |
| 21  | 2018 | Top 10 ca sĩ được yêu thích nhất          | —                              | Đoạt giải |         |
| 22  | 2019 | MV của năm                                | I’m still loving you           | Đề cử     |         |

### Giải Mai Vàng
| Lần | Năm  | Hạng Mục           | Tác Phẩm Đề Cử                      | Kết Quả   | Ghi Chú     |
| --- | ---- | ------------------ | ----------------------------------- | --------- | ----------- |
| 16  | 2010 | Nam ca sĩ nhạc nhẹ |                                     | Đề cử     | [ 4 ]       |
| 16  | 2010 | 10 ca sĩ của năm   | —                                   | Đoạt giải | [ 4 ]       |
| 17  | 2011 | Nam ca sĩ nhạc nhẹ |                                     | Đề cử     |             |
| 17  | 2011 | 10 ca sĩ của năm   | —                                   | Đoạt giải |             |
| 18  | 2012 | Nam ca sĩ nhạc nhẹ | Xa em                               | Đề cử     | [ 5 ] [ 6 ] |
| 18  | 2012 | 10 ca sĩ của năm   | —                                   | Đoạt giải | [ 5 ] [ 6 ] |
| 19  | 2013 | Nam ca sĩ nhạc nhẹ | Chờ ngày mưa tan                    | Đoạt giải |             |
| 19  | 2013 | 10 ca sĩ của năm   | —                                   | Đoạt giải |             |
| 20  | 2014 | Nam ca sĩ nhạc nhẹ | Gạt đi nước mắt                     | Đoạt giải |             |
| 20  | 2014 | 10 ca sĩ của năm   | —                                   | Đoạt giải |             |
| 21  | 2015 | Nam ca sĩ nhạc nhẹ | Giá như                             | Đoạt giải |             |
| 21  | 2015 | 10 nghệ sĩ của năm | —                                   | Đoạt giải |             |
| 22  | 2016 | Nam ca sĩ nhạc nhẹ | Như phút ban đầu                    | Đoạt giải |             |
| 22  | 2016 | 10 nghệ sĩ của năm | —                                   | Đoạt giải |             |
| 23  | 2017 | Nam ca sĩ nhạc nhẹ | Chạm khẽ tim anh một chút thôi      | Đoạt giải |             |
| 23  | 2017 | 10 nghệ sĩ của năm | —                                   | Đoạt giải |             |
| 24  | 2018 | Video ca nhạc      | Mặt trời vẫn tới mỗi ngày           | Đề cử     |             |
| 24  | 2018 | Video ca nhạc      | Những kẻ mộng mơ                    | Đề cử     |             |
| 24  | 2018 | Ca khúc            | Mặt trời vẫn tới mỗi ngày           | Đề cử     |             |
| 24  | 2018 | Ca khúc            | Những kẻ mộng mơ                    | Đề cử     |             |
| 24  | 2018 | Nam ca sĩ nhạc nhẹ | Những kẻ mộng mơ                    | Đề cử     |             |
| 24  | 2018 | 10 nghệ sĩ của năm | —                                   | Đoạt giải |             |
| 25  | 2019 | Video ca nhạc      | Thương em là điều anh không thể ngờ | Đề cử     | [ 7 ]       |
| 25  | 2019 | Nam ca sĩ nhạc nhẹ | Thương em là điều anh không thể ngờ | Đoạt giải | [ 7 ]       |
| 25  | 2019 | 10 nghệ sĩ của năm | —                                   | Đoạt giải | [ 7 ]       |
| 26  | 2020 | Nam ca sĩ nhạc nhẹ | Yêu một người sao buồn đến thế      | Đề cử     |             |
| 27  | 2021 | Nam ca sĩ nhạc nhẹ | Cơn mưa băng giá                    | Đoạt giải | [ 8 ]       |

### Ấn tượng VTV
| Lần | Năm  | Hạng Mục       | Tác Phẩm Đề Cử | Kết Quả | Ghi Chú |
| --- | ---- | -------------- | -------------- | ------- | ------- |
| 3   | 2016 | Ca sĩ ấn tượng | —              | Đề cử   |         |
| 4   | 2017 | Ca sĩ ấn tượng | —              | Đề cử   | [ 9 ]   |
| 6   | 2019 | Ca sĩ ấn tượng | —              | Đề cử   |         |

### Giải thưởng truyền hình HTV
| Lần | Năm  | Hạng Mục                          | Tác Phẩm Đề Cử  | Kết Quả   | Ghi Chú |
| --- | ---- | --------------------------------- | --------------- | --------- | ------- |
| 7   | 2013 | Nam ca sĩ được yêu thích nhất     | —               | Đề cử     |         |
| 8   | 2014 | Nghệ sĩ cống hiến                 | —               | Đoạt giải | [ 10 ]  |
| 8   | 2014 | Nam ca sĩ được yêu thích nhất     | —               | Đề cử     | [ 10 ]  |
| 9   | 2015 | Video ca nhạc được yêu thích nhất | Gạt đi nước mắt | Đoạt giải |         |
| 9   | 2015 | Nam ca sĩ được yêu thích nhất     | —               | Đoạt giải |         |
| 10  | 2016 | Nam ca sĩ được yêu thích nhất     | —               | Đoạt giải |         |

### WeChoice Awards
| Lần | Năm  | Hạng Mục                       | Tác Phẩm Đề Cử                 | Kết Quả   | Ghi Chú |
| --- | ---- | ------------------------------ | ------------------------------ | --------- | ------- |
| 1   | 2014 | Nam ca sĩ trẻ của năm          | —                              | Đề cử     |         |
| 1   | 2014 | Bài hát của năm                | Gạt đi nước măt                | Đề cử     |         |
| 2   | 2015 | Playlist truyền cảm hứng       | Em đi tìm anh                  | Đề cử     |         |
| 2   | 2015 | Playlist truyền cảm hứng       | Really Love You                | Đề cử     |         |
| 2   | 2015 | Playlist truyền cảm hứng       | Hold me tonight                | Đề cử     |         |
| 3   | 2016 | Top 10 nhân vật tryền cảm hứng | —                              | Đoạt giải |         |
| 3   | 2016 | Music Video ấn tượng của năm   | Casue I Love You               | Đề cử     |         |
| 3   | 2016 | Giám khảo TVshow của năm       | —                              | Đề cử     |         |
| 4   | 2017 | Music Video ấn tượng của năm   | Chạm khẽ tim anh một chút thôi | Đề cử     |         |

### Zing Music Awards
| Lần | Năm  | Hạng Mục                                       | Tác Phẩm Đề Cử                  | Kết Quả   | Ghi Chú |
| --- | ---- | ---------------------------------------------- | ------------------------------- | --------- | ------- |
| 1   | 2010 | Top 10 ca khúc của năm                         | Lặng Thầm                       | Đoạt giải |         |
| 2   | 2011 | Top 10 ca khúc của năm                         | Nỗi nhớ vơi đầy                 | Đoạt giải |         |
| 2   | 2011 | Top 10 Album của năm                           | Nỗi nhớ vơi đầy                 | Đoạt giải |         |
| 4   | 2013 | Ca khúc Rap/ Hiphop được yêu thích nhất        | Chờ ngày mưa tan                | Đề cử     |         |
| 4   | 2013 | Ca khúc song ca/ nhóm ca được yêu thích nhất   | Chờ ngày mưa tan                | Đề cử     |         |
| 4   | 2013 | Nam ca sĩ được yêu thích nhất                  | —                               | Đoạt giải |         |
| 4   | 2013 | Ca khúc đứng đầu tuần nhiều nhất bảng xếp hạng | Chờ ngày mưa tan                | Đoạt giải |         |
| 5   | 2014 | Nam ca sĩ được yêu thích nhất                  | —                               | Đoạt giải | [ 11 ]  |
| 5   | 2014 | Ca khúc song ca/ nhóm ca được yêu thích nhất   | Gạt đi nước mắt(cùng Tony Việt) | Đoạt giải | [ 11 ]  |
| 5   | 2014 | Ca khúc đứng đầu tuần nhiều nhất bảng xếp hạng | Gạt đi nước mắt                 | Đoạt giải | [ 11 ]  |
| 6   | 2015 | MV của năm                                     | Em đi tìm anh                   | Đề cử     |         |
| 6   | 2015 | Ca khúc Dance/ Electronic được yêu thích nhất  | Em đi tìm anh                   | Đề cử     |         |
| 6   | 2015 | Ca khúc song ca/ nhóm ca được yêu thích nhất   | Em đi tìm anh(cùng Hồ Ngọc Hà)  | Đề cử     |         |
| 6   | 2015 | Song ca/ nhóm ca được yêu thích nhất           | — (cùng Hồ Ngọc Hà)             | Đoạt giải |         |
| 6   | 2015 | Nam ca sĩ được yêu thích nhất                  | —                               | Đề cử     |         |
| 6   | 2015 | MV đứng đầu tuần nhiều nhất bảng xếp hạng      | Em đi tìm anh                   | Đoạt giải |         |
| 7   | 2016 | Nghệ sĩ của năm                                | —                               | Đề cử     |         |
| 7   | 2016 | Ca khúc của năm                                | Casue I Love You                | Đề cử     |         |
| 7   | 2016 | MV của năm                                     | Casue I Love You                | Đề cử     |         |
| 7   | 2016 | Nam ca sĩ được yêu thích nhất                  | —                               | Đoạt giải |         |
| 7   | 2016 | Song ca/ Nhóm ca được yêu thích                | — (cùng Basick)                 | Đề cử     |         |
| 7   | 2016 | Ca khúc song ca/ nhóm ca được yêu thích nhất   | I don't believe in you          | Đề cử     |         |
| 7   | 2016 | Ca khúc Dance/ Electronic được yêu thích nhất  | Casue I Love You                | Đoạt giải |         |
| 8   | 2017 | Music Video của năm                            | Chạm khẽ tim anh một chút thôi  | Đề cử     |         |
| 8   | 2017 | Nam ca sĩ được yêu thích nhất                  | —                               | Đề cử     |         |
| 8   | 2017 | Ca khúc Pop/ Ballad được yêu thích nhất        | Chạm khẽ tim anh một chút thôi  | Đề cử     |         |

### Yan Vpop 20 Awards
| Lần | Năm  | Hạng Mục                | Tác Phẩm Đề Cử   | Kết Quả   | Ghi Chú |
| --- | ---- | ----------------------- | ---------------- | --------- | ------- |
| 3   | 2012 | Nam ca sĩ xuất sắc nhất | —                | Đoạt giải |         |
| 4   | 2013 | Nam ca sĩ xuất sắc nhất | —                | Đoạt giải |         |
| 4   | 2013 | Top 20 ca sĩ            | —                | Đoạt giải |         |
| 5   | 2014 | Nam ca sĩ xuất sắc nhất | —                | Đoạt giải |         |
| 5   | 2014 | MV xuất sắc nhất        | Gạt đi nước mắt  | Đoạt giải |         |
| 5   | 2014 | Nam ca sĩ đột phá       | —                | Đề cử     |         |
| 5   | 2014 | Top 20 ca sĩ            | —                | Đoạt giải |         |
| 6   | 2015 | Nam ca sĩ xuất sắc nhất | —                | Đoạt giải |         |
| 6   | 2015 | MV xuất sắc nhất        | Hold Me Tonight  | Đề cử     |         |
| 6   | 2015 | Top 20 ca sĩ            | —                | Đoạt giải |         |
| 7   | 2016 | Nam ca sĩ của năm       | —                | Đoạt giải |         |
| 7   | 2016 | MV của năm              | Casue I Love You | Đề cử     |         |
| 7   | 2016 | Top 20 ca khúc của năm  | Casue I Love You | Đoạt giải |         |

### Vietnam Top Hit
| Lần | Năm  | Hạng Mục            | Tác Phẩm Đề Cử      | Kết Quả   | Ghi Chú |
| --- | ---- | ------------------- | ------------------- | --------- | ------- |
| 1   | 2015 | Cặp đôi của năm     | — (cùng Hồ Ngọc Hà) | Đoạt giải | [ 12 ]  |
| 1   | 2015 | Top 5 ca sĩ của năm | —                   | Đoạt giải | [ 12 ]  |
| 1   | 2015 | Top 5 dự án         | —                   | Đoạt giải | [ 12 ]  |
| 1   | 2015 | Top ca khúc Hit     | Em Đi Tìm Anh       | Đoạt giải |         |
| 1   | 2015 | Top ca khúc Hit     | Hold Me Tonight     | Đoạt giải |         |
| 1   | 2015 | Top ca khúc Hit     | Giá Như             | Đoạt giải |         |

### V live Awards
| Năm  | Hạng Mục                         | Tác Phẩm Đề Cử | Kết Quả   | Ghi Chú |
| ---- | -------------------------------- | -------------- | --------- | ------- |
| 2017 | Nghệ sĩ trình diễn xuất sắc nhất | —              | Đoạt giải |         |
| 2020 | V Icon Star                      | —              | Đoạt giải |         |

### ELLE Style Awards
| Năm  | Hạng Mục                          | Tác Phẩm Đề Cử | Kết Quả   | Ghi Chú |
| ---- | --------------------------------- | -------------- | --------- | ------- |
| 2015 | MALE SINGER OF THE YEAR           | —              | Đoạt giải | [ 13 ]  |
| 2015 | Nam ca sĩ phong cách của năm      | —              | Đề cử     | [ 13 ]  |
| 2016 | Nam ca sĩ phong cách của năm      | —              | Đề cử     | [ 14 ]  |
| 2017 | Nam ca sĩ phong cách nhất của năm | —              | Đề cử     |         |

### Star Awards
| Năm  | Hạng Mục          | Tác Phẩm Đề Cử | Kết Quả   | Ghi Chú |
| ---- | ----------------- | -------------- | --------- | ------- |
| 2019 | Nam ca sĩ của năm | —              | Đoạt giải | [ 15 ]  |

### Yeah1 Choice Awards
| Năm  | Hạng Mục                     | Tác Phẩm Đề Cử | Kết Quả   | Ghi Chú |
| ---- | ---------------------------- | -------------- | --------- | ------- |
| 2011 | Top 5 MV được yêu thích nhất | —              | Đoạt giải | [ 16 ]  |

### Keeng Young Awards
| Năm  | Hạng Mục        | Tác Phẩm Đề Cử   | Kết Quả | Ghi Chú |
| ---- | --------------- | ---------------- | ------- | ------- |
| 2018 | Bài hát của năm | Những kẻ mộng mơ | Đề cử   | [ 17 ]  |
| 2018 | MV của năm      | Những kẻ mộng mơ | Đề cử   | [ 17 ]  |

### Chương trình truyền hình
Quán quân The Remix - Hòa Âm Ánh Sáng 2016 mùa 2